# Paynes Prairie
Paynes Prairie oder Alachua Prairie ist ein Florida State Park mit einer Fläche von 85 km². Die Savanne befindet sich südlich von Gainesville und nördlich von Micanopy im Alachua County, Florida. Die Paynes Prairie ist auch ein US National Natural Landmark.

## Geschichte
Während des 17. Jahrhunderts betrieben die Spanier eine Rinder-Ranch, welche als Rancho de la Chua bezeichnet wurde. Daraus entwickelte sich die Bezeichnung „Alachua“ namensgebend für die Prärie und die später dort siedelnden Indianer.
Während des 18. Jahrhunderts wurde die Prärie Lebensraum der Alachua, einer Gruppe der Seminolen unter ihrem Häuptling Ahaya dem „Cowkeeper“ = Kuhirten. Der englische Name geht auf Payne, einen Sohn von Cowkeeper, zurück.
In der Vergangenheit gab es Perioden, während denen das Wasser nicht ausreichend abfloss und sich ein See bildete. Zuletzt geschah dies zwischen 1871 und 1886. Während dieser Zeit konnte der damals als Lake Alachua bezeichnete See mit Dampfbooten befahren werden.

## Fauna
Im Park leben neben über 270 Vogelarten auch Alligatoren sowie kleine Herden von Bisons, Mustangs und wilde Rinder, welche von den Seminolen gezüchtet wurden. Die Bisons wurden Mitte der 1970er Jahre aus Oklahoma eingeführt. Dies geschah zur Wiederherstellung der natürlichen Verhältnisse im State Park vor der europäischen Besiedlung. Die Bisons waren im 19. Jahrhundert aus dieser Region verschwunden.

## Freizeitaktivitäten
Im Besucherzentrum des Parks werden die Natur- und Kulturgeschichte der Region erklärt. Ein Aussichtsturm in der Nähe des Besucherzentrums bietet einen Panoramablick über den Park. Wandern, reiten und Rad fahren sind auf acht verschiedenen Wanderwegen möglich. Möglichkeiten zum Fischen sind am Lake Wauburg gegeben. Außerdem gibt es einen Anlageplatz für Kanus und Boote mit Elektromotoren. Mehrere Campingplätze sind ebenfalls vorhanden.